# مارك بلات (محامي)
مارك بلات (بالإنجليزية: Marc E. Platt) هو محامي ومنتج أفلام أمريكي، ولد في 14 أبريل 1957 في بيكسفيل في الولايات المتحدة.

## وصلات خارجية
- مارك بلات على موقع IMDb (الإنجليزية)
- مارك بلات على موقع ميوزك برينز (الإنجليزية)
- مارك بلات على موقع بوكس أوفيس موجو (الإنجليزية)
- مارك بلات على موقع قاعدة بيانات برودواي على الإنترنت (الإنجليزية)
- مارك بلات على موقع قاعدة بيانات برودواي على الإنترنت (الإنجليزية)
- مارك بلات على موقع ديسكوغز (الإنجليزية)
- مارك بلات على موقع قاعدة بيانات الفيلم (الإنجليزية)